# Pottendorf
Pottendorf è un comune austriaco di 6 817 abitanti nel distretto di Baden, in Bassa Austria; ha lo status di comune mercato (Marktgemeinde).

## Monumenti e luoghi d'interesse
- Castello di Pottendorf